# Zuppini (famiglia)
Gli Zuppini furono una famiglia nobile italiana. Gli Zuppini erano probabilmente originari di Gradisca. Entrarono a far parte della nobiltà austriaca in perpetuo nel XVI secolo. Nel XVII secolo divennero conti di Farra d'Isonzo, dove costruirono una cappella tra il 1665 e il 1669.

## Storia
Nel XVII secolo, durante la Guerra degli Uscocchi, gli Zuppini abbandonarono la fortezza di Gradisca, difesa dal presidio austriaco, e si ritirarono a dimorare nella villa di Farra, occupata dalla soldatesca veneziana. Gli Zuppini erano stati dichiarati nobili solo 34 anni prima. La famiglia era stata dichiarata nobile in perpetuo da Ferdinando d'Asburgo, arciduca d'Austria, fratello minore dell'imperatore Massimiliano II, per "benigna considerazione dei meriti di Agostino, dottore in Jus, e dei suoi figli Giammaria, anche dottore, e Giambattista, come pur dei lor servigi fedelmenti prestati".
Giovanni Maria Zuppini fu Podestà di Rovereto dal 27 settembre 1578 all'11 dicembre 1580.
Nel 1665 l'imperatore Leopoldo I confermò il titolo nobiliare ai tre fratelli Giovanni Battista, Antonio e Filippo. Tra il 1665 e il 1669, il conte Giovanni Battista Zuppini fece costruire una chiesa dedicata all'Immacolata Concezione come voto, in seguito alla guarigione da una malattia. Si tratta della chiesa più antica dell'arcidiocesi intitolata all'Immacolata Concezione.

## Origini del cognome
Gli Zuppini erano originari di Gradisca. Il nome potrebbe essere correlato ai termini zupano, zuppan, etc. ortografie italiane del croato župan, un titolo nobiliare e amministrativo slavo. Inoltre, nel Friuli in passato lo zupano era il capo di un maso.